# Береговой, Фёдор Григорьевич
Фёдор Григорьевич Береговой (18 марта 1919, Сычовка, Уманский уезд, Киевская губерния — 24 января 2009, Верхнячка, Черкасская область) — председатель колхоза «Россия» Христиновского района Черкасской области, Герой Социалистического Труда (08.04.1971).

## Биография
Родился 18 марта 1919 года в с. Сычёвка Уманский уезд Киевской губернии (ныне — Христиновский район Черкасской области).
С 1937 г. работал бригадиром по борьбе с вредителями с/х культур и секретарем комсомольской организации колхоза им. Шевченко (в своём селе). В мае 1939 г. избран председателем колхоза, но осенью того же года призван в армию.
В 1939—1946 служил в РККА, последнее воинское звание майор. Участник войны, командир роты и батальона, награждён орденами Александра Невского, Красного Знамени, двумя орденами Отечественной войны 2-й степени, медалями «За оборону Москвы», «За взятие Кенигсберга», «За победу над Германией».
В 1946—1952 председатель колхозов в сёлах Сычёвка и Шельпахивци, заместитель председателя Христиновского райисполкома.
С 1952 г. председатель колхоза «Россия» Христиновского района (до 1958 г. колхоз имени Сталина), к которому в 1958 г. было присоединено 3 отстающих хозяйства. С 1962 г. колхоз специализировался на выращивании и откорме крупного рогатого скота.
Герой Социалистического Труда (08.04.1971). Награждён орденом Ленина (1966), Золотой и Серебряной медалями ВДНХ.
Делегат съезда КПСС (1986). Депутат Верховного Совета Украинской ССР.
С 1990 года на пенсии. Умер в январе 2009 года.